# 제11전투비행단
제11전투비행단(第十一戰鬪飛行團, 11th Fighter Wing, 약칭: 11전비)은 대구광역시 동구 대구 공군기지에 주둔하고 있는 대한민국 공군의 전투비행단이다. 1958년 8월 1일 창설되었으며 F-15K 슬램 이글을 운용하고 있다.

## 편성
- 제102전투비행대대
- 제110전투비행대대
- 제122전투비행대대

## 역대 비행단장
- 제17대 박종권 공군 소장, 공사 9기
- 제29대 김상경 공군 준장, 공사 27기
- 제30대 박재복 공군 준장, 공사 29기
- 제31대 황성돈 공군 준장, 공사 30기
- 제32대 이건완 공군 소장, 공사 32기
- 제33대 조광제 공군 준장, 공사 33기
- 제34대 이희찬 공군 준장, 공사 34기
- 제35대 박하식 공군 준장, 공사 37기
- 제36대 이상학 공군 준장, 공사 38기
- 제37대: 김태욱 공군 준장, 공사 40기
- 제38대: 구상모 공군 준장, 공사 43기
- 현재: 류기필 공군 준장, 공사 43기

## 역사
- 2005년 8월 12일 : 11전비 102전투비행대대가 F-5A/B 기종의 퇴역과 함께 잠정 해편되었다.
- 2007년 4월 1일 : 11전비 102전투비행대대가 F-15K 대대로 재창설되었다.
- 2008년 10월 8일 : 미국 세인트루이스 보잉 공장에서 4일 출발한 F-15K 3대가 하와이와 괌을 거쳐 대구공군기지에 도착했다. 이로써 총 40대의 F-15K 전투기 도입사업이 완료되었다.[2]
- 2009년 4월 23일 : 11전비 102전투비행대대가 18년 무사고 비행기록을 수립, 대구공군기지의 공군남부전투사령부 연병장에서 시상식을 열었다. 제102전투비행대대는 1951년 8월 12전투비행중대로 창설됐으며, 한국전쟁 당시 승호리 철교 폭파 작전에 참가하는 등 지난 59년 간 조국의 영공을 완벽히 수호한 빛나는 역사를 자랑하는 대대로 평가받고 있다.[3]
- 2009년 6월 3일 : 백령도 가상훈련. 오전 11시 30분, 오산의 공군 중앙방공통제소(MCRC)에서 서해 북방한계선(NLL)으로 남하하는 북한 전투기 2대가 포착, 대구 11전비에 비상출격 명령을 내렸다. 4대의 F-15K 전투기가 비상출격 명령이 떨어진 뒤 이륙까지 걸린 시간은 6분. 대구공군기지를 떠난 F-15K 편대가 백령도 상공에 도착한 것은 이륙 29분이 지난 정오 12시 5분이다.[4]
- 2009년 12월 11일 : 11전비 122대대 이진욱 중령이 "2009 탑건"으로 선정되었다.[5]
- 2010년 6월 16일 : 오전 공군 제11전투비행단에서 F-4D 전투기 퇴역식 행사가 열렸다. 41년간 영공방위 임무를 끝낸 F-4D전투기 위로 고별 비행을 했다.[6]

## 사건 및 사고
- 2006년 6월 7일 : 11전비 122전투비행대대 소속 F-15K 전투기가 추락, 조종사 김성대(36.공사 41기) 중령과 이재욱(32.공사 44기) 소령이 순직했다.[7]
- 2018년 4월 5일 : 훈련을 마친 뒤 귀환하던 중 F-15K 전투기가 경상북도 칠곡군 가산면 학하리 가산골프장 인근의 유학산에 추락해 최필영(31) 소령과 박기훈(28) 대위가 순직했다.[8]

## 부대가
```
(1절)
나라와 겨레 위한 필승의 신념
장하다 우리들은 공군의 전위
혈관속 살아뛰는 자유의 정신
혈관속 살아뛰는 자유의 정신
나서라 이 하늘을 지켜야 한다

(2절)
승리는 우리 신념 눈부신 기백
무너지지 아니하는 하늘의 성역
세기의 큰 사명을 다했노라고
세기의 큰 사명을 다했노라고
은날개 펼쳐들고 역사를 적자

(후렴)
우리는 해와 달 별과 함께 빛나는 또 하나의 익스플로러
피와 사랑으로 뭉친 동지들 11전투비행단 하늘의 용사

```